# Glenea lineatopunctata
Glenea lineatopunctata là một loài bọ cánh cứng trong họ Cerambycidae.